# مدرسه امیرکبیر
احداث بنای ساختمان مدرسه راهنمایی امیرکبیر، مربوط به اواخر دوره قاجار بوده و در شهرستان قزوین، خیابان هلال احمر، روبروی تربیت بدنی سابق واقع شده است. این اثر تاریخی در تاریخ ۲۰ آبان ۱۳۷۷ با شمارهٔ ثبت ۲۱۶۵ به‌عنوان یکی از آثار ملی ایران به ثبت رسیده است.